# 高針ジャンクション
高針ジャンクション（たかばりジャンクション）は、愛知県名古屋市名東区にある、名古屋第二環状自動車道（名二環）と名古屋高速2号東山線のジャンクションである。

## 概要
名二環の掘割部と高架部の移行区間に当ジャンクションが設けられ、直結する名古屋高速2号東山線は高架で接続する。この内、2号東山線と名古屋南JCT方面を連絡するランプウェイは掘割部から勾配で結ばれ、植田IC出入口用のレーンと接続する。
2号東山線から名二環に直通の場合は、料金体制の相違からNEXCOの料金所を通る。また、名二環から2号東山線に直通の場合は、高針入口からの料金徴収も兼用する高針料金所を通り名古屋高速の通行料を支払う。
当JCTは、計画時点ではトイレとコンビニエンスストア、駐車場を設置する案もあったが、現在までも実現していない。ただし、構造的な対応は行っている。

## 歴史
元々、2号東山線と名二環は高針で接続する予定はなかった。当初2号東山線は、愛知県道60号名古屋長久手線（広小路通）を経由して東名高速名古屋ICを接続する計画であったが、計画策定時期がときあたかも全国レベルで公害問題が顕在化した時期と重複し、市民の高速道路建設に対する視線が厳しさを増していた中で、2号東山線においても環境問題の側面からルート変更のやむなきに至った。路線は東山公園経由の高針直結ルートに変更され、名古屋環状2号線との接続部に当該ジャンクションが設置された（ルート変更の経緯については名古屋高速2号東山線#歴史を参照）。したがって、高針ジャンクションは高度経済成長における産業優先の反省に立ち、環境保全の機運が高まりを見せた時代の落とし子である。

### 年表
- 1973年（昭和48年）1月19日 : 高速1号の千種区千種本町（現・吹上東出入口付近）から名古屋ICに至る区間（広小路ルート）[注釈 1]を都市計画決定[12]
- 1976年（昭和51年）11月29日 : 高針ルートへの変更案を名古屋環状2号が整備計画未決定との理由により一旦留保、併せて千種区鏡池通（四谷出入口） - 名古屋IC間の廃止を都市計画決定[13]。
- 1982年（昭和57年）3月1日 : 環状2号専用部は近畿自動車道名古屋関線（現・近畿自動車道名古屋亀山線）として、名古屋西JCT - 名古屋IC間の整備計画決定[14]
- 1991年（平成3年）8月28日 : 千種区鏡池通終点から名東区猪高町（高針JCT）まで区間延伸する都市計画決定[15][16]
- 1998年（平成10年）12月25日 : 近畿自動車道名古屋関線（現・近畿自動車道名古屋亀山線）として、名古屋南JCT - 上社JCT間の整備計画決定[17]。
- 2003年（平成15年）3月29日 : 東名阪自動車道（現・名古屋第二環状自動車道）上社JCT - 当JCTおよび、名古屋高速2号東山線 四谷出入口間開通に伴い供用開始[18]
- 2011年（平成23年）3月20日 : 名古屋第二環状自動車道 名古屋南JCT - 当JCT間開通[19]

## 隣
C2 名古屋第二環状自動車道
(3) 植田IC - (4) 高針JCT - (5) 上社南IC - (5-1) 上社JCT
 名古屋高速2号東山線
(205,215) 四谷出入口 - 高針TB - (206,216) 高針出入口 - (4) 高針JCT

## 料金所

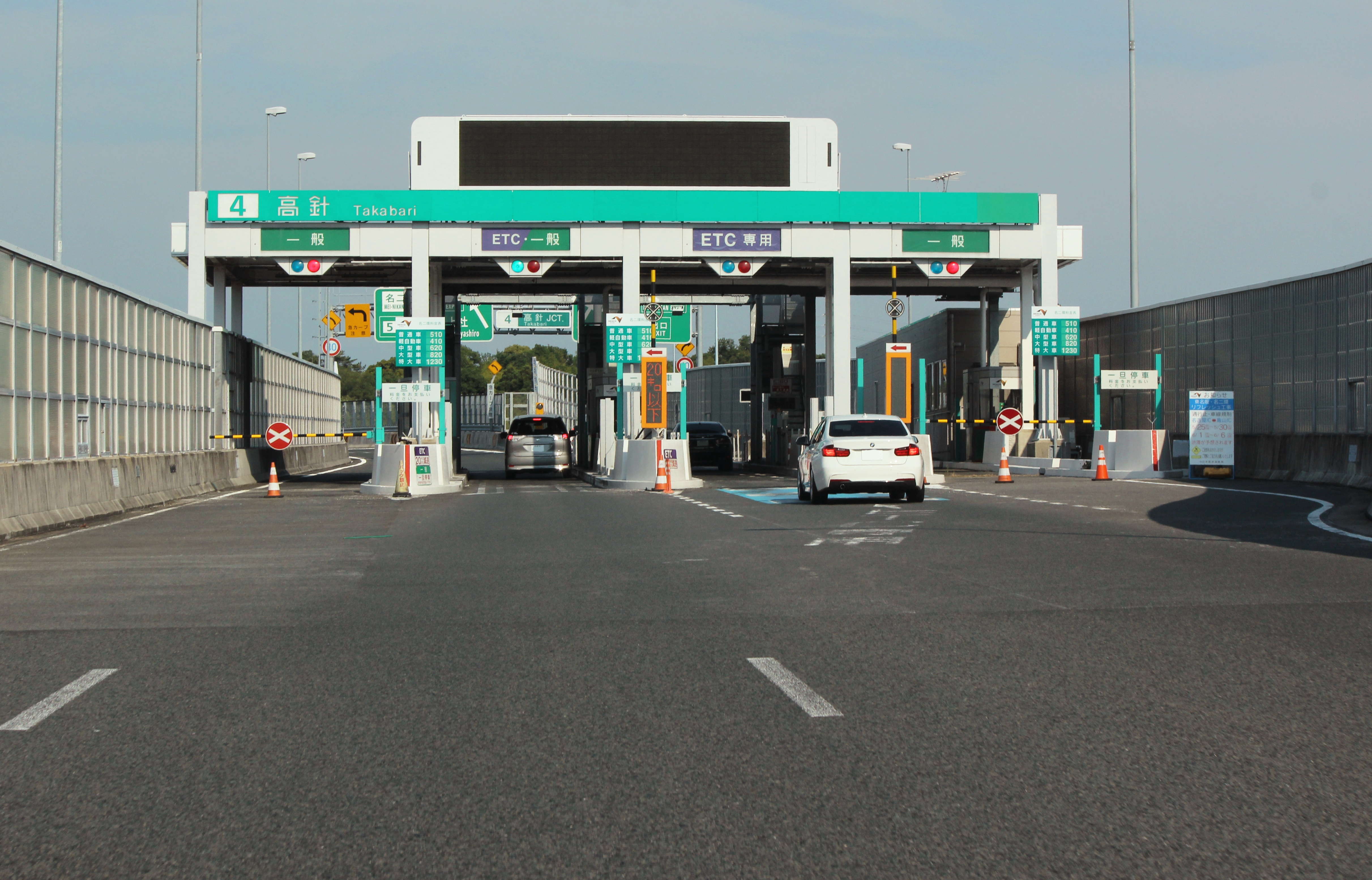
NEXCOの料金所

レーン運用は、時間帯やメンテナンスなどの事情により変更される場合がある。
名二環から名古屋高速へ連絡する際の料金所は「高針料金所（高針本線集約料金所）」を参照。

### 名二環入口
- レーン数 : 4[6]
  - ETC専用 : 1
  - 一般 : 1
  - 休止 : 2

## 施設外観

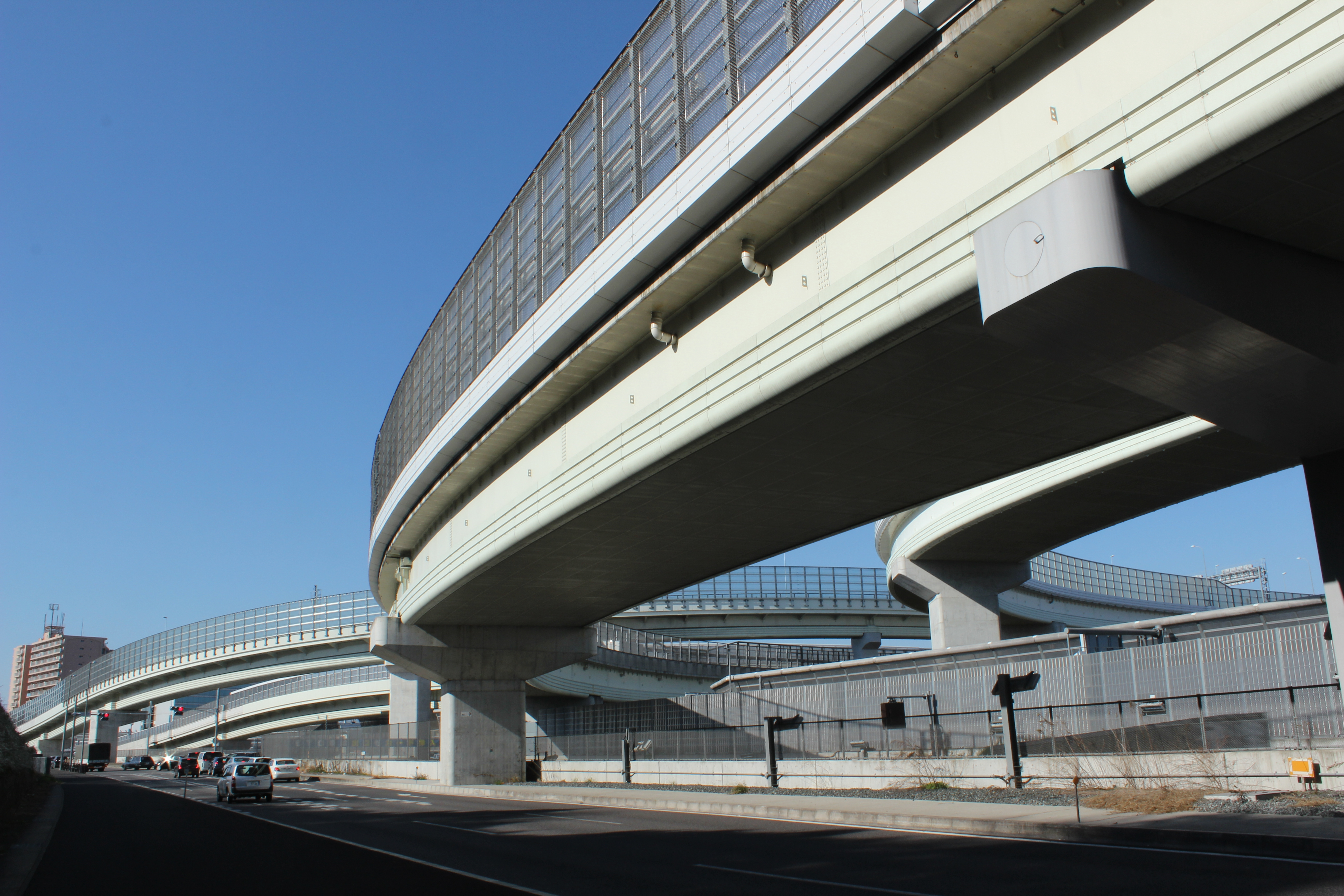
上社側から見たJCT。上社側は高架構造。
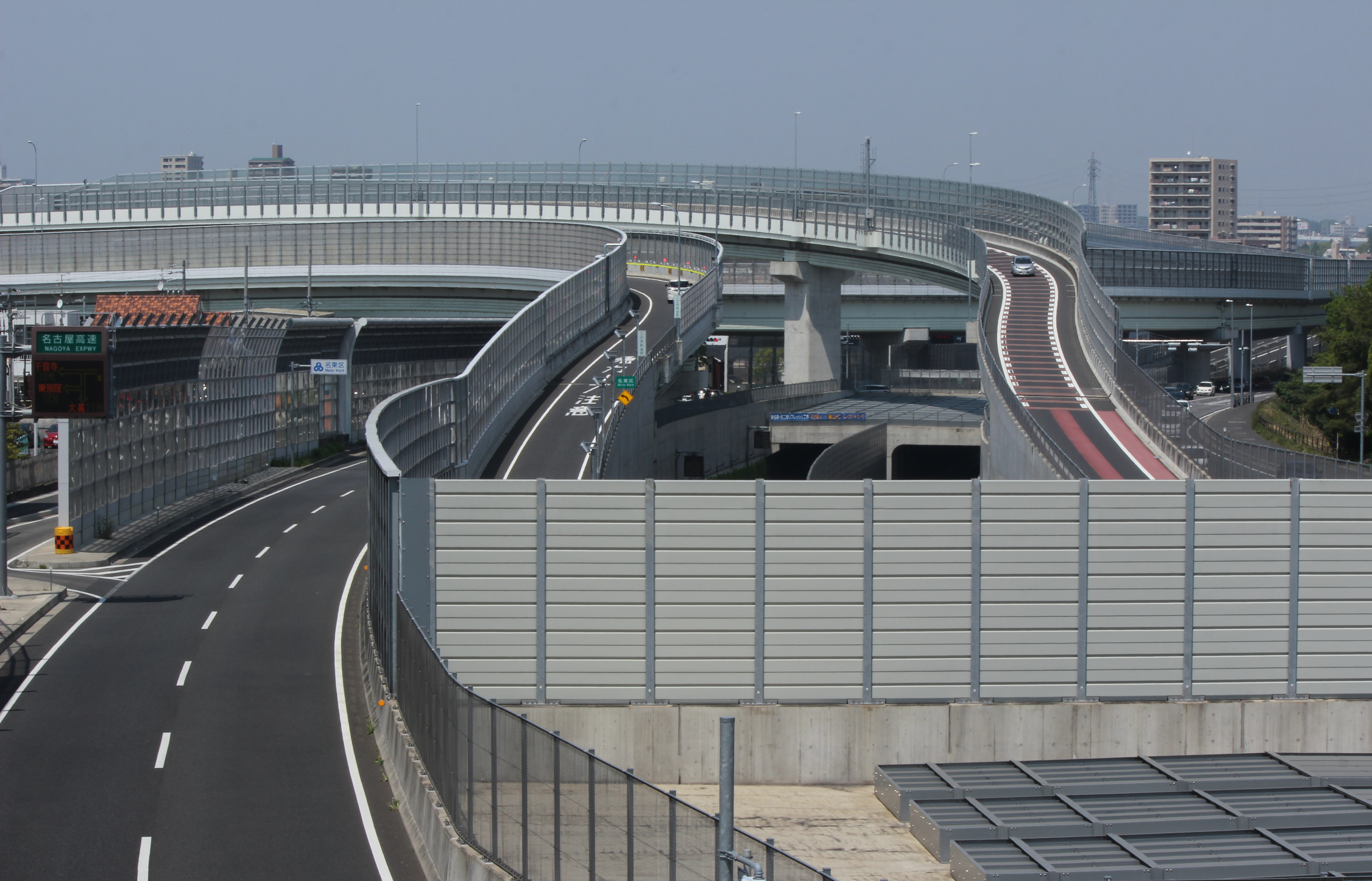
植田IC側から見たJCT。名二環は掘割構造。
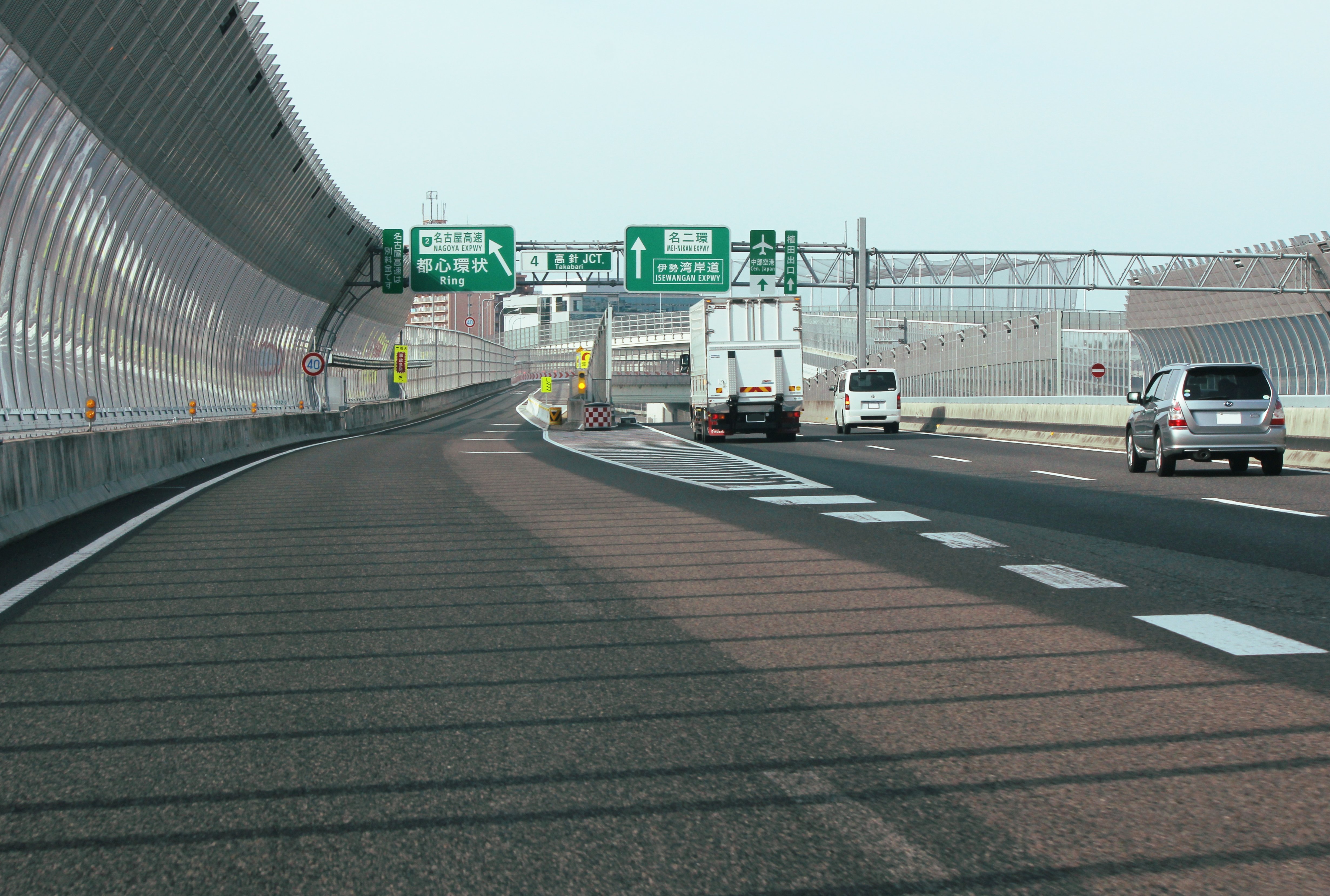
名二環外回り分岐部
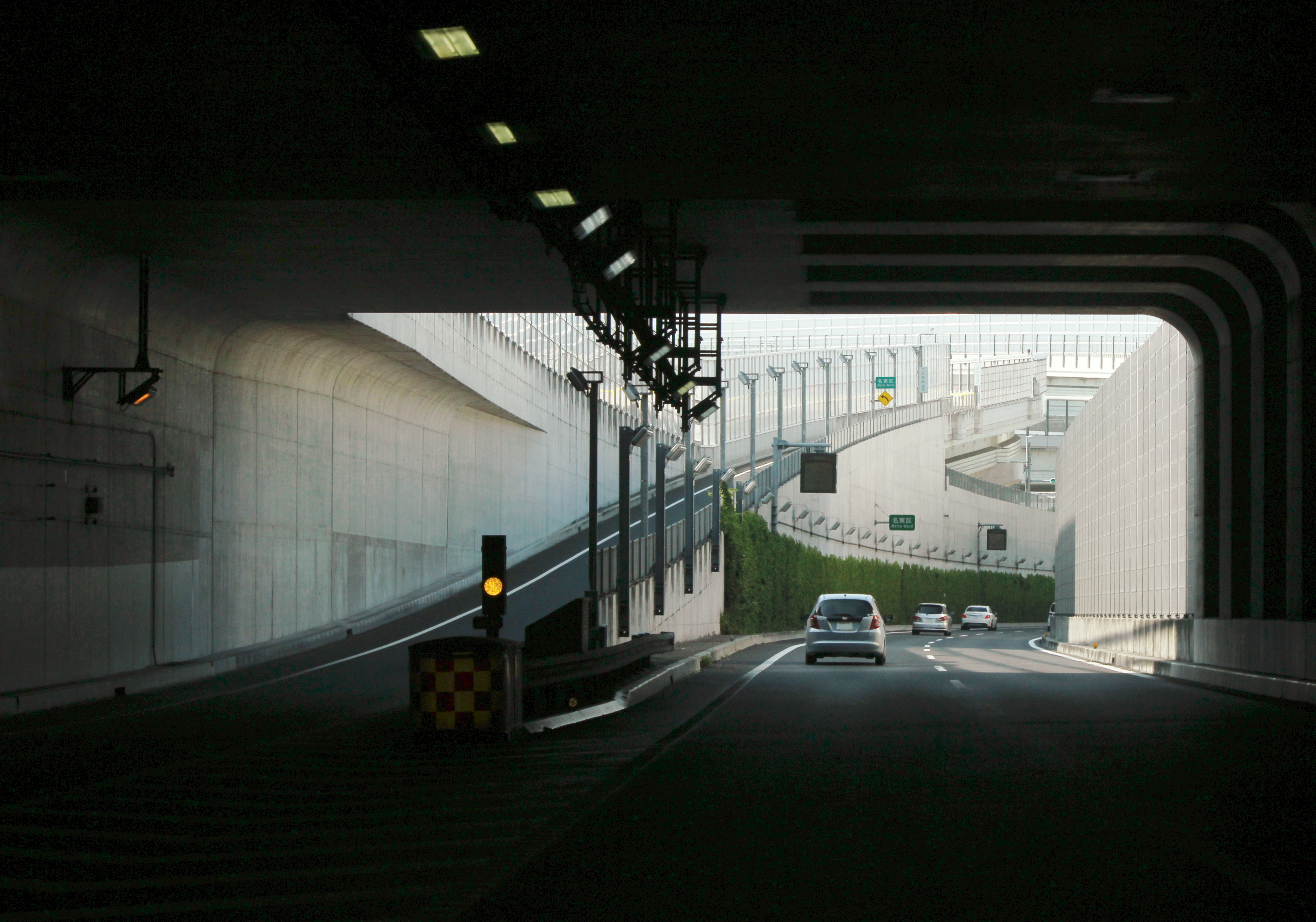
名二環内回り分岐部 内回りは掘割区間からの分岐
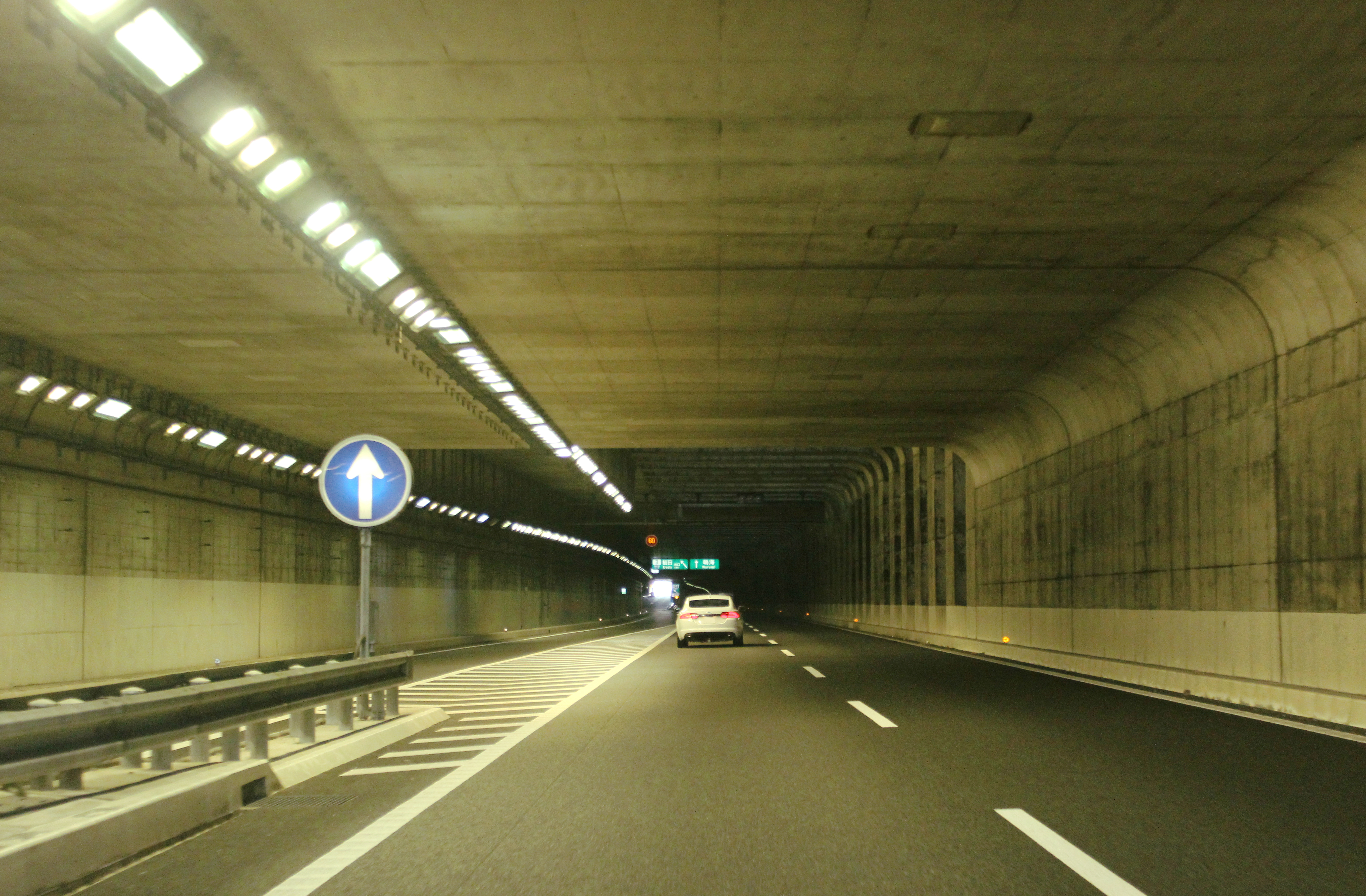
高針JCTからのランプ合流地点（名二環外回り）。合流部の左レーンは植田IC出口レーンと供用。
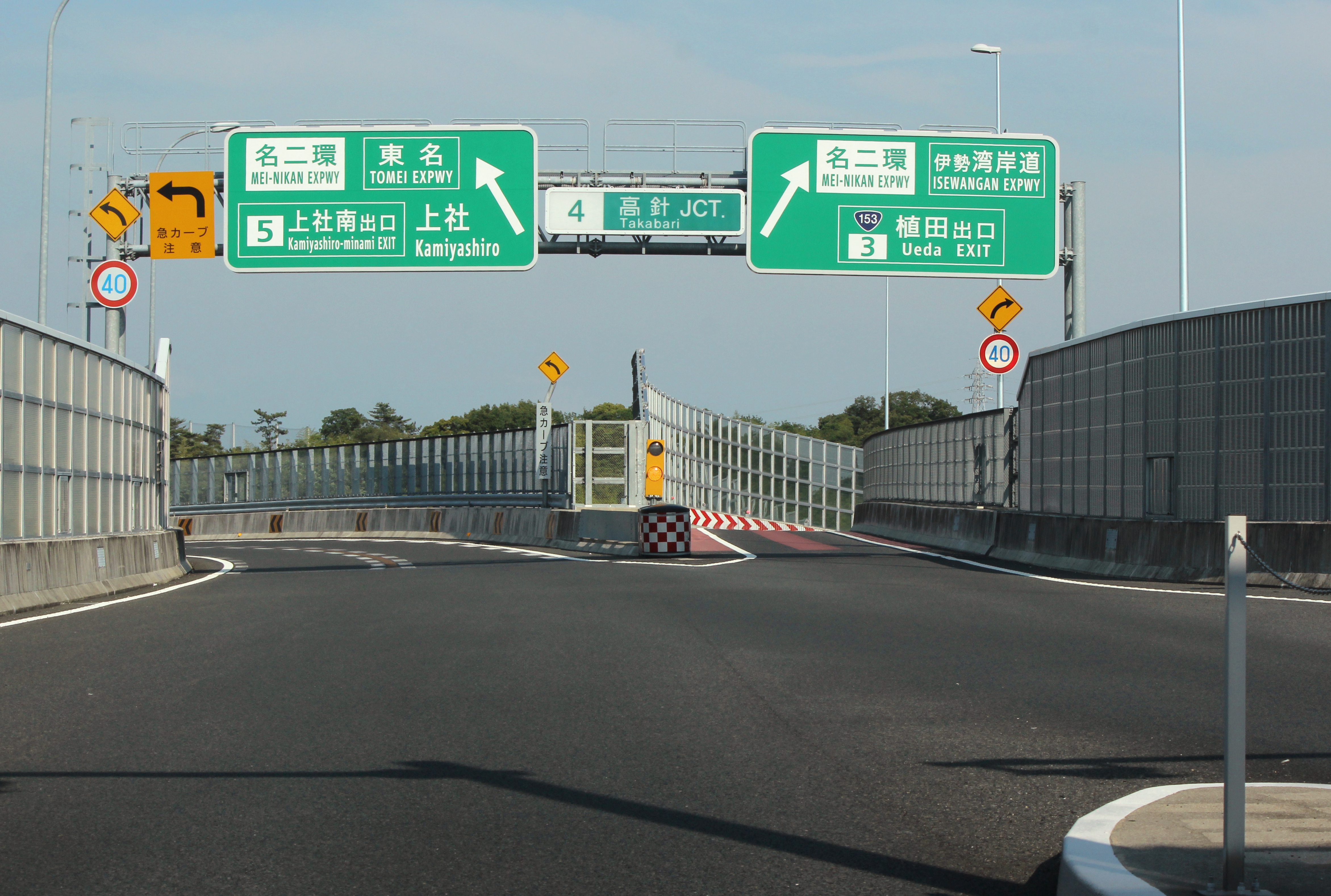
名古屋高速からの分岐点。料金所通過後ただちに分岐路が現れる